# Lonchaea tanypilosa
Lonchaea tanypilosa är en tvåvingeart som beskrevs av Mcalpine 1964. Lonchaea tanypilosa ingår i släktet Lonchaea och familjen stjärtflugor. Inga underarter finns listade i Catalogue of Life.